# Walter Edmond Clyde Todd
Walter Edmond Clyde Todd (Smithfield, 8 settembre 1874 – 25 giugno 1969) è stato un ornitologo statunitense.

## Opere
- The Birds of the Santa Marta Region of Colombia: A Study in Altitudinal Distribution. Annals of the Carnegie Museum 14: viii + 1-611. (1922)
- Birds of Western Pennsylvania. University of Pittsburgh Press. (1940)
- Birds of the Labrador Peninsula and adjacent areas. University of Toronto Press. (1963)